# Palpares obscuripennis
Palpares obscuripennis is een insect uit de familie van de mierenleeuwen (Myrmeleontidae), die tot de orde netvleugeligen (Neuroptera) behoort. 
Palpares obscuripennis is voor het eerst wetenschappelijk beschreven door Schmidt in 1907.